# 花束のかわりにメロディーを
「花束のかわりにメロディーを」（はなたばのかわりにメロディーを）は、清水翔太の20枚目のシングル。2015年10月28日にソニーミュージックレコーズから発売された。

## 概要
NHK総合で放送のドラマ10、『デザイナーベイビー - 速水刑事、産休前の難事件 -』の主題歌である。
プロダクション人力舎所属のピン芸人・吉住が2020年の第4回「女芸人No.1決定戦 THE W」決勝戦で披露したネタ「女審判」の挿入歌にこの曲を使用したことでも話題となった。

## 収録曲
（全作詞・作曲・編曲：清水翔太）
1. 花束のかわりにメロディーを [5:09]
テレビドラマ『デザイナーベイビー - 速水刑事、産休前の難事件 -』エンディングテーマ
2. カゼニフカレテ [5:02]
3. BYE BYE (REMIX) [5:06]
4. 花束のかわりにメロディーを（Instrumental）